# Dicranomyia sulphuralis
Dicranomyia sulphuralis är en tvåvingeart. Dicranomyia sulphuralis ingår i släktet Dicranomyia och familjen småharkrankar.

## Underarter
Arten delas in i följande underarter:
- D. s. chlorophylloides
- D. s. sulphuralis